# 埃奇蒙特 (南达科他州)
埃奇蒙特（英語：Edgemont），是美国南达科他州下属的一座城市。根据2010年美国人口普查，该市有人口762人。论人口在本州排行第83。